# Knut Krantz

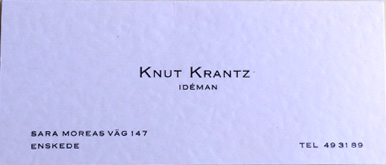
Knut Krantz framhöll på sitt visitkort arbetet som idéman, snarare än direktör.

Knut Albin Krantz, född 4 januari 1891 i Jordsbol i Visnums socken, död 3 mars 1970 i Stockholm, var en svensk företagsledare och reklamman.

## Biografi
Krantz började sin affärsbana vid 14 års ålder som springpojke hos firman Svensson & Eriksson i Kristinehamn. År 1916 flyttade han till Skellefteå för arbete i en ”privatbutik”, men värvades år 1918 till Kooperativa Förbundet, genom en anställning som butiksföreståndare för den då nybildade Skellefteå kooperativa handelsförening.
År 1920 företog han en studieresa till USA, där han arbetade för sitt uppehälle. USA-vistelsen varade i två år och när han återkom till Sverige, år 1923, anställdes han som butikschef för en av Konsum Stockholms butiker.
Krantz anlitades som konsulent inom KF med uppdrag att bistå föreningar med råd och hjälp att få ordning på butiker som var i behov av upprustning. 1926 anlitades han som lärare på KF:s nystartade kursgård, Vår Gård, för att undervisa butikspersonal i praktiskt butiksarbete. De influenser Krantz kom tillbaka med från det mer kommersiellt utvecklade USA, passade väl i tiden med KF:s omorientering från en moraliskt präglad syn på konsumtion, med uppgift att tillfredsställa bara de mest nödvändiga behoven, till en begynnande acceptans av det "moderna" i betydelsen rationalitet i produktion, distribution och organisation. Kooperationen ställde sig positiv till det "moderna" i form av tekniska framsteg, som eldrivna hushållsapparater, bil och radio. Till det "moderna" räknades också marknadsföring och reklam, som på sina håll sågs som ett av de allra viktigaste områdena av kooperationens upplysningsarbete.

### Reklamverksamhet
I slutet av 1920-talet fick Knut Krantz i uppdrag av KF:s VD Albin Johansson, att ansvara för utformningen av KF:s reklam och utgjorde tillsammans med Per-Erik Pärping,  KF:s nystartade reklamavdelning. Under ett par år reste han runt i landet och skyltade och gjorde utställningar för KF:s räkning och 1930 medverkade han i utformningen av KF:s bidrag – en specialritad konsumbutik  –  till Stockholmsutställningen 1930. då funktionalismen fick sitt definitiva genombrott i Sverige.
Våren 1933 köpte Knut Krantz Annonsbyrån Svea. Krantz koncentrerade arbetet till projekt som betalade sig väl och satte igång med att inte bara förmedla utan också producera KF:s annonser. Byrån dömdes senare att böta 5 000 kr för brott mot § 21 i annonsavtalet 1932 då KF och tre andra annonsörer, under den tidigare ledningen,  erhållit returrabatter till betydande belopp.
Annonsbyrån växte och 1935 flyttade Svea från Mäster Samuelsgatan 25 till nyinredda kontorslokaler på Klarabergsgatan 58. År 1938 hade personalstyrkan stigit till 20 och man bildade ”Skyltcentralen” för att på så sätt kunna ge KF bättre utställnings- och reklammaterial.
År 1958, året innan Knut Krantz gick i pension hade personalstyrkan vuxit till 110 st. och Svea hade då en årsomsättning på 12 miljoner kronor. Året därpå sålde Knut Krantz samtliga aktier i Svea till KF.

### Utveckling av reklambudskapet
Under 1930-talet lade Knut Krantz och Annonsbyrån Svea grunden för ett systematisk kampanjtänkande med effektivt utnyttjande av flera olika reklammedia. KF:s reklam tog sig ofta formen  av kampanjer med affischer, plakat, annonser och folders, understödda av sales promotion i tidningen Skyltfönstret. Krantz ansåg att: "En bra affisch har ett långt liv medan annonsen är en dagslända." I de flesta KF-kampanjer ingick därför affischen som ett givet element och han knöt skickliga medarbetare, som konstnärerna Harry Bernmark och Gunnar Orrby  till byrån. Affischerna från 30-talet var påtagligt samtida och bar tydliga spår av funktionalismen.
Knut Krantz hyste även stor tillförlit till fotografiet och betecknades av Sveriges första reklamfotograf,  Herman Bergne., som genombrottsman på området. Krantz ”backade upp” fotografiet och lät det komma i blickfånget. För själva idéerna till affischerna, stod ofta Krantz själv.
I oktober 1938 publicerade den amerikanska tidskriften Printers' Ink en sexsidig artikel om den kooperativa reklamen under rubriken "How Swedish Co-operatives Advertise - and Why", författad av KF:s Dr. Mauritz Bonow. I artikeln framhölls det nära samarbetet mellan chefen för Annonsbyrån Svea, Knut Krantz och framstående reklammakare och konstnärer.  När artikeln återpublicerades i sin helhet i Boken Co-Op Reklam i Sverige under ett kvarts sekel, framhöll Mauritz Bonow även Krantz betydelse som idégivare till flera av de affischer, som vunnit erkännande som "kvartalets bästa" i tidningen Affärsekonomi.
Under krigs- och efterkrigstiden  började. Sveas reklam började få ett internationellt erkännande, även utanför kooperativa kretsar. KF-affischer visades på internationella utställningar och publicerades i branschtidskrifter som Modern Publicity, Graphis International och Poster Annual. Sakta men säkert växte den lilla byrån till att bli en av de allra största i landet.
Knut Krantz var hängiven helnykterist och tog fram två klassiska affischer till Godtemplarorden med slagorden: "Det är simpelt att supa!" och "Min pappa super säger grabbarna".
Affischen "Gör pengarna dryga – Köp i Konsum" av Harry Bernmark och Knut Krantz ingick i Utställningen "Utopi & Verklighet svensk Modernism 1900-1960" på Moderna Museet i Stockholm (2000).

### Kampanjer
År 1934 slogs ett slag för pastan i och med KF:s makaronkampanj, med det enkla, men effektiva slagordet "onsdag makar- onsdag" (efter en idé från Mauritz Bonow), Sloganen, som alluderade på "ärttorsdagen" gav KF:s nystartade makaronfabrik full sysselsättning och höjde markant konsumtionen av makaroner i landet.
År 1935 marknadsfördes Cirkelkaffe med den första i en rad tropiska motiv i kaffereklamen. Krantz skrev: "Erfarenheten har visat, att en vacker och färgrik affisch utnyttjas bättre av butikerna än andra." Samma resonemang låg bakom de årliga julaffischerna, som sändes ut till landets alla Konsumbutiker. Färggranna tryck i storformat var vid den tiden något ovanligt ute på landsbygden.
En annan lyckad kampanj var den riksomfattande paj-kampanjen 1939, där Krantz, med kännedom om den stora paj-konsumtionen i USA, föreslog att man skulle ta fram en ugnseldfast pajform till det facila priset av 1 krona, samtidigt som reklam för ingredienserna samordnades. Syftet för kampanjen var, enligt Krantz,  att slå ett slag för större användning av frukt och bär, samt att trimma butikspersonalen. Ett antal tävlingar, både för butikspersonal (t ex vem säljer 25 formar på kortast möjliga tid) kombinerades med recepttävlingar i tidningen Vi. I reklammaterialet ingick en 70x100 affisch, en streamer, en åttasidig receptfolder. Dessutom delades 315 000 recept ut till  kunderna och de biträden som sålde minst 60 formar fick diplom. Under den första kampanjveckan såldes 60 000 formar och under hela kampanjen totalt 170 000, vilket tvingade Gustavsbergs porslinsfabrik att ställa om produktionen för att hinna med.
Knut Krantz: "En kampanjs framgång kan inte mätas endast i det netto den ger försäljningsmässigt. Den entusiasm och solidaritet den skapar bland butikspersonalen och de erfarenheter den ger arrangörerna kan vara av oskattbart värde för framtiden."

### Varumärken
Svea anlitades även för att ta fram varunamn och firmanamn, som t.ex. Björnekulla (fruktindustri), Mäster (charkuterier) och Gefyr (porslin).
Det mest kända varumärket från Knut Krantz är sammanslagningen av de två kooperativa försäkringsbolagen Ömsesidiga Brandförsäkringsföreningen Samarbete, mer känt som Samarbete och Sveriges Praktiska Livförsäkringsanstalt Folket, oftast kallat "Folket". KK löste 1946 denna gordiska knut genom att föreslå namnet "Folksam".

### Familj
Knut Krantz var son till David Johansson Krantz och Anna Lisa Johansson. Han gifte sig 1927 med Signe Holm (1903–1991). Paret fick tre barn tillsammans: Torbjörn (1929–2012), Göran (1932–2015) och Anna Kristina (1935–2015).